# Preclava
Preclava este o localitate din comuna Ormož, Slovenia, cu o populație de 41 de locuitori.